# Weblate
Weblate es una herramienta de traducción libre basada en la web con una estrecha integración de control de versiones. Proporciona dos interfaces de usuario, propagación de las traducciones a través de componentes, control de calidad y enlace automático a los archivos de origen.

## Objetivos declarados
El objetivo de Weblate es facilitar la traducción basada en la web con una estrecha integración de Git para una amplia gama de formatos de archivo, ayudando a los traductores a contribuir sin conocimiento del flujo de trabajo de Git.
Las traducciones siguen de cerca el desarrollo, ya que están alojadas en el mismo repositorio que el código fuente. No hay ningún plan para la resolución de conflictos pesados, ya que se argumenta que estos deben manejarse principalmente en el lado de Git.

## Etimología
El nombre del proyecto es un portmanteau de las palabras web  y translate.

## Sitio web
El sitio web del proyecto se encuentra en https://weblate.org/, también hay un servidor de demostración en https://hosted.weblate.org. La documentación se puede consultar en https://docs.weblate.org/.

## Usos notables
Weblate se utiliza para traducir muchos proyectos de software libre, así como otros comerciales. Estos incluyen:
- Godot
- MyPaint[4]
- FreePBX[5]
- OsmAnd[6]
- phpMyAdmin[7]
- Unknown Horizons[8]
- OpenPetra[9]
- Manual de debian[10]
- GnuCash [11]